# Sinfonia n. 5 (Glazunov)
La Sinfonia n. 5 in si bemolle maggiore, Op. 55 di Aleksandr Konstantinovič Glazunov fu composta nel 1895. La sinfonia è strutturata nei tradizionali quattro movimenti. Glazunov dedicò la sua quinta sinfonia al compositore, pianista ed insegnante di musica russo Sergej Taneev. Il lavoro fu eseguito per la prima volta a San Pietroburgo il 17 novembre 1896, diretto dal compositore stesso.